# Adrian Kunz
Adrian Kunz, né le 7 juillet 1967 à Oberdiessbach, est un footballeur international suisse et ex-manager de plusieurs clubs suisses, plus récemment du côté de la Challenge League suisse avec le FC Wohlen en 2011-2012. 
Kunz joue comme attaquant dans des clubs tels que le BSC Young Boys, le FC Sion et le FC Aarau, ainsi que deux saisons dans l'équipe allemande du SV Werder Bremen.

## Biographie

### En club
Adrian Kunz évolue en Suisse et en Allemagne. Il évolue principalement avec les clubs du FC Bulle, du BSC Young Boys, et du Neuchâtel Xamax.
Il joue 259 matchs en première division suisse, inscrivant 83 buts, et 74 matchs en deuxième division suisse, marquant 34 buts. Il évolue également en première division allemande avec le club du Werder Brême (16 matchs, un but). 
Il réalise ses meilleures performances lors des saisons 1995-1996 et 1996-1997, où il inscrit à chaque fois 16 buts en Super League suisse. Il inscrit son seul et unique but en Bundesliga allemande le 21 mars 1998, lors de la réception du VfL Wolfsburg (victoire 3-1).
Au sein des compétitions continentales européennes, il dispute un match en Ligue des champions, 26 matchs en Coupe de l'UEFA (quatre buts), et enfin huit en Coupe Intertoto (deux buts).
Il joue les huitièmes de finale de la Coupe d'Europe des clubs champions lors de la saison 1987-1988 avec le Neuchâtel Xamax, puis les huitièmes de finale de la Coupe de l'UEFA lors de la saison 1994-1995 avec le FC Sion.

### En équipe nationale
Adrian Kunz reçoit 13 sélections en équipe de Suisse entre 1992 et 1998, inscrivant deux buts.
Il joue son premier match en équipe nationale le 28 avril 1992, en amical contre la Bulgarie (défaite 0-2 à Berne).
Il inscrit son premier but avec la Suisse le 2 avril 1997, lors d'une rencontre amicale face à la Lettonie (victoire 1-0 à Lucerne). Il marque son second but le 6 septembre 1997, contre la Finlande, lors des éliminatoires du mondial 1998 (défaite 1-2 à Lausanne).
Il reçoit sa dernière sélection le 22 avril 1998, en amical contre l'Irlande du Nord (défaite 1-0 à Belfast).

### Carrière d'entraîneur
Après avoir raccroché les crampons, il se lance dans une carrière d'entraîneur. Il dirige ainsi plusieurs équipes suisses, comme entraîneur en chef ou entraîneur adjoint.

## Palmarès de joueur
- Champion de Suisse en 1988 avec le Neuchâtel Xamax
- Vice-champion de Suisse en 1993 avec le BSC Young Boys et en 1997 avec le Neuchâtel Xamax
- Vainqueur de la Coupe de Suisse en 1995 avec le FC Sion